# 第六代卡靈頓男爵彼得·卡靈頓
彼得·亞歷山大·魯珀特·卡靈頓，第六代卡靈頓男爵，KG，GCMG，CH，MC，PC，DL（英語：Peter Alexander Rupert Carington, 6th Baron Carrington，1919年6月6日—2018年7月9日），尊称卡靈頓勳爵閣下（英語：The Rt Hon. Lord Carrington），英國保守黨政治家，曾自1979年至1982年任外交大臣，後自1984年至1988年擔任北約秘書長。

## 生平

### 早年生涯
卡靈頓在1919年6月6日生於倫敦，原籍英格蘭白金漢郡，為第五代卡靈頓勳爵之獨子。卡靈頓早年先後受教於伊頓公學和桑赫斯特皇家軍事學院。在1938年，其父逝世，卡靈頓遂繼承為第六代卡靈頓勳爵，惟由於未及法定年齡，卡靈頓要遲至1940年21歲生日才正式成為上議院議員。在第二次世界大戰期間，卡靈頓勳爵被派往御林軍團，期間獲得了少校軍階，及後又在歐洲的西北地區戰場表現英勇，獲授軍功十字勳章。

### 政治生涯
大戰結束後，卡靈頓勳爵於1946年從軍隊退役，返回白金漢郡從事家族之牧牛生意，後在同年12月，他在上院發表了其處女發言。另外在1945年至1950年，以及自1950年至1951年，卡靈頓勳爵皆為保守黨之黨鞭。在1951年11月，卡靈頓勳爵獲正式聘任到邱吉爾政府出任農業及食物部國會秘書，後自1954年10月至1956年10月改任國防部國會秘書。在上述兩職任內，他曾走訪過世界各地，當中計有羅馬、新加坡、香港、日本和南斯拉夫等地。在1956年至1959年10月，卡靈頓勳爵復被改派海外，出任澳洲專員。
返回英國後，卡靈頓勳爵獲聘任至麥美倫政府內出任第一海軍大臣。至1963年10月亞歷克·道格拉斯-休姆爵士接手組閣後，他改任不管部大臣兼上議院領袖之職。不久，在1964年10月，由於保守黨在大選中失利，卡靈頓勳爵亦被迫去職，並成為了上議院的反對黨領袖。後來在希思的帶領下，保守黨終在1970年大選後重新上台，而卡靈頓勳爵則獲委任為國防大臣，後在1974年1月轉任能源大臣，一直至同年3月保守黨政府再次垮台為止。另外，在1972年至1974年期間，卡靈頓勳爵亦曾任保守黨主席。
保守黨淪為在野黨後，卡靈頓勳爵在1974年至1979年期間再度出任上議院反對黨領袖。在1979年，保守黨終於擊倒工黨上台，新首相戴卓爾夫人即聘任他到內閣供職，並且出任外務大臣兼海外發展部長。上任外相後不久，卡靈頓勳爵在1979年主持了蘭卡斯特樓會議，就羅德西亞的前途展開談判。是次與會的人士除卡靈頓勳爵外，還包括伊恩·史密斯、艾貝爾·穆佐雷瓦、羅伯特·穆加貝和約書亞·恩科莫等人，各方最終達成共識，為1980年2月的第二次選舉鋪路。在1982年，英國與阿根廷爆發福克蘭戰爭，在戰爭發生後，卡靈頓勳爵因外交部未能預測戰事爆發而負上全責，結果在1982年4月5日引咎辭職，成為英國近代最後一位因部門失職而公開請辭的官員。在辭職後得到戴卓爾夫人安排的情況下，卡靈頓勳爵在1984年至1988年出任了北約秘書長一職。

### 晚年
除了政治公職外，卡靈頓勳爵還在1992年3月起出任雷丁大學校監。至於在商業上，卡靈頓勳爵曾任多所公司主席及董事之職，當中計有史威士、佳士得、巴克萊銀行、每日電訊報等等；此外，他亦曾經在1989年至1998年主持比爾德堡會議。而自1983年至2002年，卡靈頓勳爵也是清教徒學會主席。
自《1999年上議院法令》生效後，所有世襲貴族均失去了上院議員之資格。不過，卡靈頓勳爵卻與其他曾任上議院領袖之世襲貴族一同獲得優待，在1999年加封為終身貴族，得以繼續留在上院。此外，包括卡灵顿勋爵在内的其他根据该法令通过与卡灵顿勋爵相同的方式或因为院内选举，职务需要等原因共92名世袭贵族仍留在上院。至於卡靈頓勳爵的終身貴族爵位頭銜則為厄普頓的卡靈頓男爵（Baron Carington of Upton）。卡靈頓勳爵去世前為上院供職時間最長的議員，此外也是繼愛丁堡公爵以後，任職時間第二長的樞密院顧問官。

## 家庭
卡靈頓勳爵在1942年4月25日迎娶愛奧那·麥克林為妻。愛奧那之父為陸軍中校法蘭西斯·肯尼迪·麥克林爵士。卡靈頓勳爵夫婦共有兩女一子，他們分別為：
- 亞歷山德拉·卡靈頓閣下，DL （1943年－）
- 維珍尼亞·卡靈頓閣下 （1946年－）
- 魯珀特·法蘭西斯·約翰·卡靈頓閣下，DL （1948年－）

## 著作
- Reflect on Things Past: The Memoirs of Lord Carrington，Harper & Row，1988年。

## 雜記
- 卡靈頓勳爵之家族本姓史密斯（Smith），但其先人於1838年改姓卡靈頓（Carington）。
- 卡靈頓勳爵之姓氏與終身貴族頭銜之英文皆作「Carington」，但其世襲貴族頭銜則作「Carrington」。

## 榮譽
- M.C. （1945年）
- J.P. （1948年，白金漢郡）
- D.L. （1951年，白金漢郡）
- K.C.M.G. （1958年）
- P.C. （1959年）
- C.H. （1983年）
- K.G. （1985年）
- G.C.M.G. （1988年）
- 終身貴族 （1999年）

### 榮譽博士
- 榮譽法學博士
  - 劍橋大學 （1981年）
  - 利茲大學 （1981年）
  - 阿伯丁大學 （1985年）
  - 諾定咸大學 （1993年）
  - 伯明罕大學 （1993年）
  - 紐卡斯爾大學 （1998年）
- 榮譽民法學博士
  - 牛津大學 （2003年）
- 榮譽文學博士
  - 菲律賓大學 （1982年）
  - 南卡羅萊那州大學 （1983年）
  - 雷丁大學 （1989年）
  - 薩西克斯大學 （1989年）
- 榮譽博士
  - 雅息士大學 （1983年）
  - 白金漢大學 （1989年）
- 榮譽理學博士
  - 克蘭菲爾德大學 （1988年）

### 榮譽院士
- 伊頓公學 （1966年）
- 牛津大學聖安東尼學院 （1982年）

## 請參見
- 戴卓爾夫人
- 福克蘭戰爭
- 外務大臣
- 北約

## 註腳
1. ↑  .   [2018-07-10]. （原始内容存档于2018-07-10）.
2. ↑  Rockefeller, David. . Random House. 2002: p.412. ISBN 978-0-679-40588-7.
3. ↑  . 1999.

## 外部連結
- 北約簡歷 （页面存档备份，存于）

| 官衔                    | 官衔                       | 官衔                   |
| ----------------------- | -------------------------- | ---------------------- |
| 前任者： 塞爾扣克伯爵   | 第一海軍大臣 1959年–1963年 | 繼任者： 傑利科伯爵    |
| 前任者： －             | 不管部大臣 1963年–1964年   | 繼任者： －            |
| 前任者： 海爾什子爵     | 上議院領袖 1963年–1964年   | 繼任者： 朗福德伯爵    |
| 前任者： 丹尼士·希利    | 國防大臣 1970年–1974年     | 繼任者： 伊恩·吉爾莫   |
| 前任者： 新設職位       | 能源大臣 1974年            | 繼任者： 艾利克·瓦雷   |
| 前任者： 大衛·歐文      | 外交大臣 1979年–1982年     | 繼任者： 法蘭西斯·皮姆 |
| 前任者： 約瑟夫·倫斯    | 北約秘書長 1984年–1988年   | 繼任者： 曼弗雷德·華納 |
| 前任者： 阿伯加文尼侯爵 | 嘉德勳章大臣 1994年－      | 繼任者： 現任          |
| 政党职务                |                            |                        |
| 前任者： 彼得·托馬斯    | 保守黨主席 1972年–1974年   | 繼任者： 威廉·懷特勞   |
| 愛爾蘭貴族爵位          |                            |                        |
| 大不列顛貴族爵位        |                            |                        |
| 前任者： 魯珀特·卡靈頓  | 卡靈頓男爵 1938年－2018年  | 繼任者： 魯珀特·卡靈頓 |